# Oniroscope
L'oniroscope est une machine imaginaire présente dans diverses œuvres de science-fiction et servant à enregistrer les rêves de manière à pouvoir les revisionner et les réécouter à volonté.

## Œuvres où apparaît l'oniroscope
- Final Fantasy : Les Créatures de l'esprit : Le film commence alors qu'Aki Ross, l'héroïne, est en plein rêve. On la voit plus tard, revisionnant son rêve sur un écran, grâce à l'oniroscope qui l'a enregistré.
- Le Vagabond des Limbes : une bande dessinée dont le héros, Axle Munshine, est à la recherche d'une femme dont il est épris et qui ne lui apparaît qu'en rêve. Il utilise un oniroscope afin de pouvoir contempler l'image de cette femme (et/ou la montrer à d'autres) ainsi que pour revisionner ses rêves.